# Mario Zan
Mario Giovanni Zandomeneghi (Roncade, 9 de octubre de 1920 -  São Paulo, 9 de noviembre de 2006), conocido como Mario Zan, fue un acordeonista italiano afincado en Brasil, famoso por componer el himno conmemorativo del IV Centenario de São Paulo y por su música típica de Fiestas Juninas en São Paulo.

## Biografía
Mario Giovanni Zandomeneghi nació en Roncade, Véneto, provincia de Treviso, Italia y, en la década de 1920, emigró con su familia a  São Paulo. La familia Zandomeneghi se instaló en Santa Adélia, en la región de Catanduva, en el interior de São Paulo, donde Mario Zan tenía como principal partidario a su primo y acordeonista Hilário Fossalussa, de la ciudad de Olímpia, también en São Paulo.
Mario Zan comenzó a tocar acordeón a los trece años y fue considerado uno de los mejores acordeonistas de Brasil, habiéndose hecho famoso por sus composiciones (más de mil grabadas), muchas de las cuales son las canciones más populares de las Festas Juninas de São Paulo, como QuadrilhaComplete, Balão Bonito, Noites de Junho y Pula a Fogueira. Mario Zan también fue el autor de los himnos conmemorativos de los 400 años y 450 años de ciudad de São Paulo. Zan también compuso doblajes, siendo junto a él el famoso Dobrado Silvino Rodrigues. El "Rey de Baião" Luís Gonzaga dijo una vez que Mario Zan era el verdadero "Rey de Sanfona".  
Dos de sus canciones cruzaron las fronteras brasileñas:  Nova Flor  (escrita en asociación con Palmeira y grabada en inglés como Love me like a Stranger, en español como "Los hombres no deben llorar", en alemán como "Fremde oder Freunde") y el Himno del IV Centenario de São Paulo, escrito en colaboración con JA Alves.

## Muerte
Mário Zan murió después de un paro cardíaco en São Paulo. Su cuerpo fue velado en la Asamblea Legislativa de São Paulo y enterrado en el Cementerio de la Consolación, frente a la tumba donde está enterrada la Marquesa de Santos, como lo deseaba el propio Mário, un gran admirador de "Domitila de Castro Canto e Melo" Marquesa de Santos.